# Acil

Structura grupelor acil (albastru) care se regăsesc în structura: cetonelor, cationului aciliu, radicalului acil, aldehidelor, esterilor sau amidelor. (R^{1}, R^{2}, R^{3} = resturi organice sau atom de hidrogen)

Un acil este un rest monovalent al unui acid organic, cu formula R—CO—. Radicalul acil se obține dintr-un acid organic prin eliminarea unei grupări hidroxil (— OH) din gruparea carboxil (—COOH). Deși termenul este cel mai frecvent utilizat în chimia organică, grupele acil pot să fie și derivate de la alte tipuri de oxoacizi, precum acizii sulfonici sau fosfonici.